# Demeu Zhadyrayev
Demeu Zhadyrayev (en kazajo: Демеу Жадыраев; en ruso: Демеу Жадраев, Demeu Zhadrayev; Usharal, URSS, 2 de noviembre de 1989) es un deportista kazajo que compite en lucha grecorromana.
Participó en dos Juegos Olímpicos de Verano, en los años 2020 y 2024, obteniendo una medalla de plata en París 2024, en la categoría de 77 kg. Ganó una medalla de plata en el Campeonato Mundial de Lucha de 2017, en la categoría de 71 kg.

## Palmarés internacional
| Juegos Olímpicos   | Juegos Olímpicos | Juegos Olímpicos | Juegos Olímpicos |
| Año                | Lugar            | Medalla          | Categoría        |
| ------------------ | ---------------- | ---------------- | ---------------- |
| 2024               | París (Francia)  | Medalla de plata | 77 kg            |
| Campeonato Mundial |                  |                  |                  |
| Año                | Lugar            | Medalla          | Categoría        |
| 2017               | París (Francia)  | Medalla de plata | 71 kg            |